# Mercedes-Benz ML-Клас
Mercedes-Benz M-Клас — перший автомобіль SUV-класу марки Mercedes-Benz, що виготовлявся у 1997–2015 роках. Ці автомобілі були розроблені насамперед для північноамериканського ринку, на території США виробляються на заводі Daimler AG в штаті Алабама. М-клас поєднує в собі найважливіші характеристики позашляховика, мінівена, універсала і легкового автомобіля, будучи автомобілем багатоцільового призначення.
Після рестайлінгу в 2015 році модель отримала назву Mercedes-Benz GLE-Клас і з'явилася версія купе GLE Coupe.

## Історія розробки
У 1990 році керівництво компанії Mercedes-Benz висунуло план по заміні G-класу, який на той час вироблявся протягом 11 років. В результаті в 1991 році з Mitsubishi Motors було підписано угоду про спільну розробку та випуск транспортних засобів класу SUV, про що публічно було оголошено в червні того ж року. За планами платформою для майбутніх моделей повинні були слугувати автомобілі Mitsubishi Pajero / Montero, один з яких буде випускатися під торговою маркою Mercedes-Benz, а другий Mitsubishi. У травні 1992 року ці плани були скасовані з посиланням на «технічні проблеми» і компанія Mercedes-Benz продовжила розвивати ідею з січня 1993. У березні 1993 року був ініційований проект з пошуку відповідного місця для створення заводів в США. У вересні вибір був зроблений на користь містечка Венс в штаті Алабама і в 1994 році почалося будівництво.
У той час, як в США велися будівельні роботи, в Німеччині тривала робота над проектом нової лінійки позашляховиків. Проектні роботи проходили з кінця 1992 по 1994 рік. Дизайном майбутньої моделі займалася студія в Зіндельфінгені. Фінальний прототип був обраний в 1993 році і затверджений виконавчою радою в лютому 1994 року. Патенти на промислові зразки були подані в Німеччині 13 липня 1994 року, а в США — 13 січня 1995 року. Тестування дослідних зразків почалося з випробування муляжів і краш-тестів з використанням макетів в травні 1994 року.
Перший робочий прототип був представлений в лютому 1995 року. Повний цикл тестування проводився з березня 1995 року по грудень 1996 року в різних кліматичних умовах і регіонах світу. Тестове виробництво стартувало в травні 1996 року. У липні того ж року був даний старт для підготовки і запуску виробництва на заводі Mercedes-Benz U.S. International в Алабамі. Перші автомобілі M-класу зійшли з конвеєра 9 лютого 1997 року.

## Перше покоління (W163, 1997—2005)

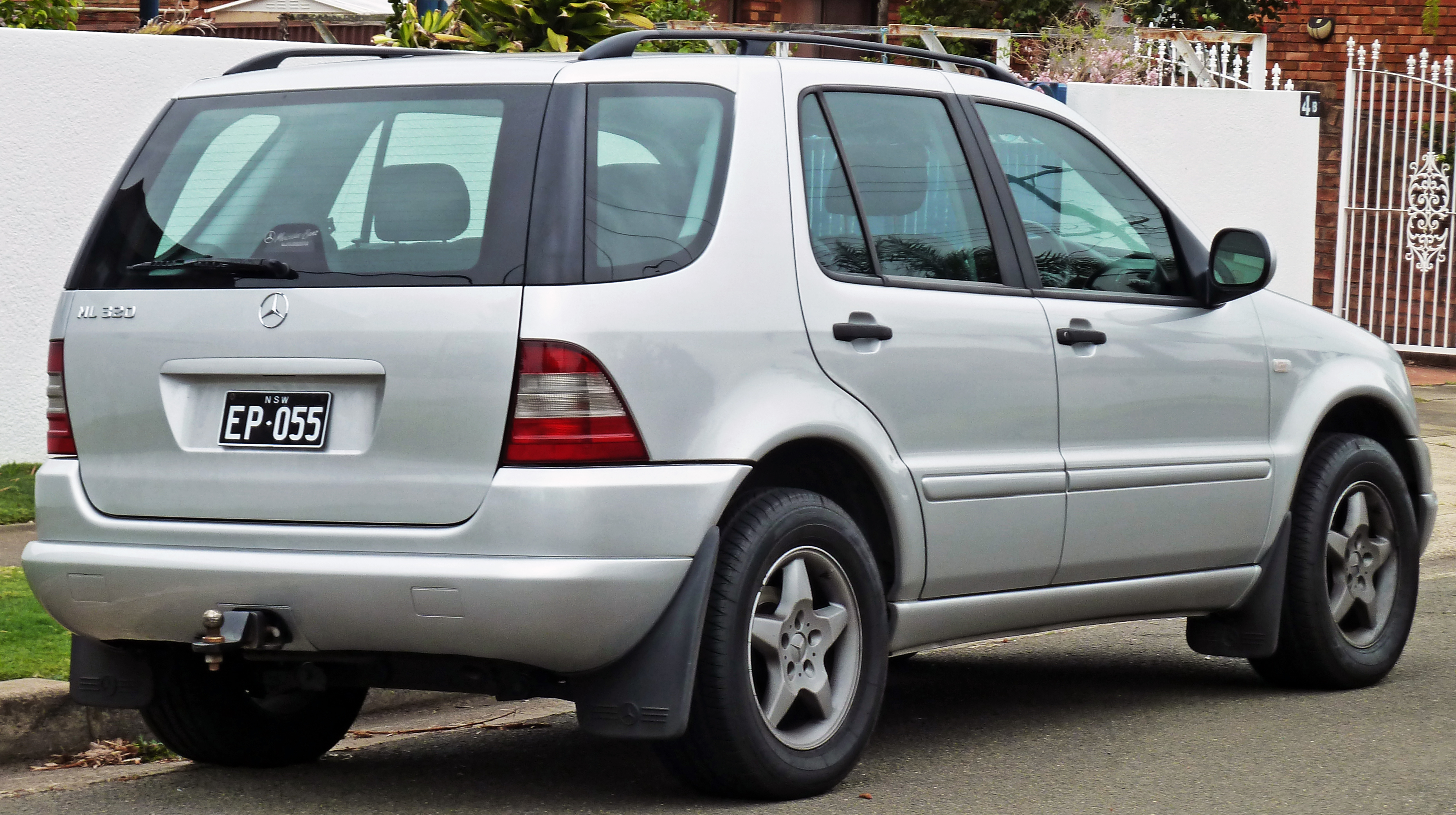
Mercedes-Benz ML 320 W163 (1997—2001)

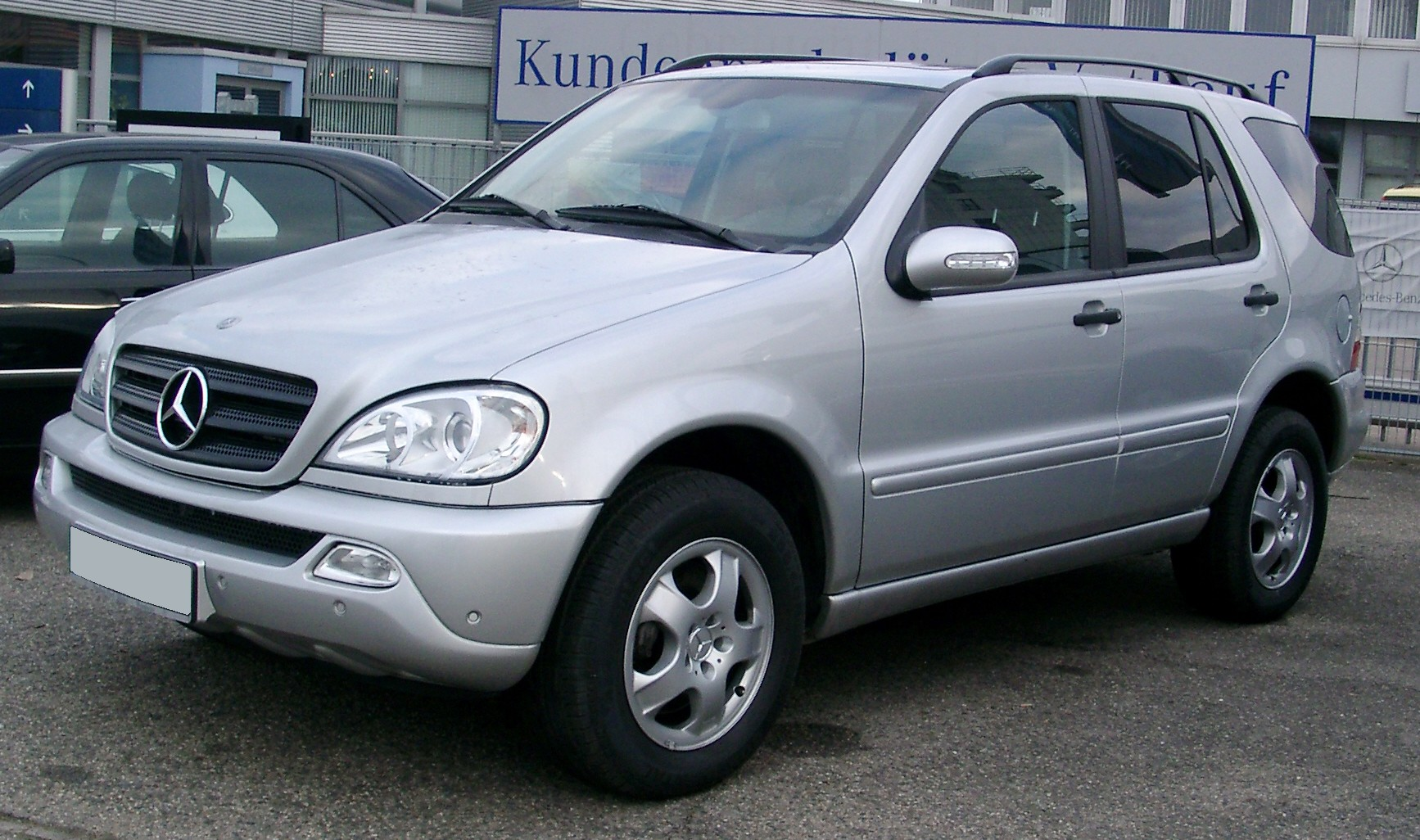
Mercedes-Benz ML 270 CDI W163 (2001—2005)

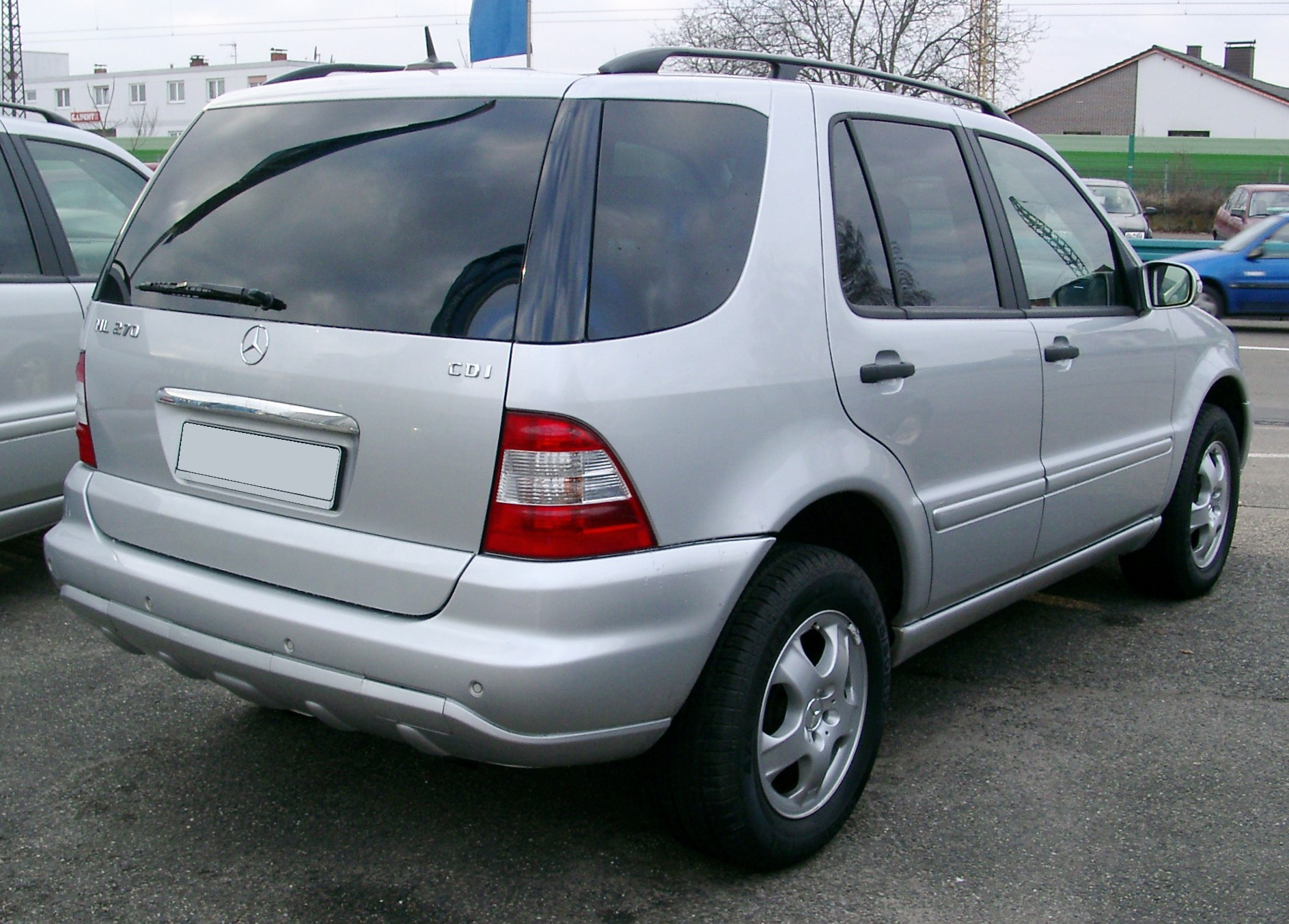
Mercedes-Benz ML 270 CDI W163 (2001—2005)

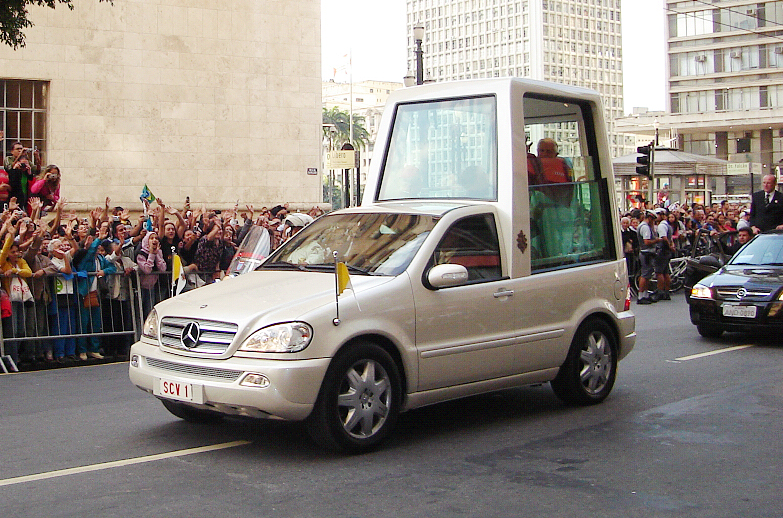
Mercedes Benz ML Папамобіль

Модель М-класу з кузовом W163 була вперше представлена у 1997 році.
Компактні зовнішні габарити і різноманітність виконання, в залежності від практичного призначення автомобіля, виділяють М-клас серед подібних автомобілів з точки зору функціональності та ефективності. Тому новий «Мерседес-Бенц» однаково придатний для поїздки по бездоріжжю, для виїзду за місто всією сім'єю, подорожі чи ділової поїздки. Місткий 5-дверний кузов M-класу з додатковими сидіннями в багажному відділенні може перевозити сім пасажирів. Об'єм вантажного відсіку 0,16 м3, а в разі складання задніх сидінь третього ряду багажник збільшується до 0,633 м3. У 2-х місному варіанті автомобіль таким чином перетворюється на просторий фургон місткістю до 2,02 м3. Автомобіль оснащений пристроєм для транспортування важкого причепа — здатний тягнути за собою причіп масою до 2650 кг. Максимальна швидкість — від 177 до 186 км/год.
Позашляховик виконаний не з несучим кузовом, а на основі рамної конструкції. Два лонжерона і три поперечки, виконані з жорстких замкнутих коробчастих профілів, зварених в конструкцію, за формою нагадують сходи. Кузов міцно з'єднаний з рамою за допомогою десяти гумових опор, які гасять коливання і шуми, що виникають при їзді, і не пропускають їх всередину салону. Зона деформації передньої частини кузова і низько розташована рама сконструйовані таким чином, що при ударі вони поглинають частину енергії руху другого учасника зіткнення.
У моделі ML були втілені цікаві технічні ідеї, перш за все це повний привід. На відміну від більшості конкурентів, автомобіль має постійно включений привід всіх коліс. Фахівці компанії відмовилися від блокування диференціалів в розподільній коробці і в ведучих осях, як це було в моделі G, зате оснастили автомобіль електронною системою контролю сил тяги на кожному колесі Four Wheel Electronic System (4-ETS). Якщо одне з коліс пробуксовує, тягове зусилля забезпечується його пригальмовуванням, що в умовах бездоріжжя дає такий же ефект, як і застосування механічного блокування. Спеціальний «позашляховий» режим роботи АБС допускає блокування передніх коліс на крутих спусках. Крім моделі ML230, всі інші серійно комплектуються системою динамічної стабілізації при русі ESP, що покращує курсову стійкість автомобіля в будь-яких дорожніх умовах.
Автомобілі М-класу з'явилися в Західній Європі навесні 1998 року. У програму постачання входили три варіанти моделі з чотирьох-, шести- або восьмициліндровими бензиновими двигунами: базова ML230, оснащена 4-циліндровим двигуном, об'ємом 2,3 л, потужністю 110 кВт/150 к.с. при 5400 об/хв; 6-циліндрова модель ML320 з двигуном V6, потужністю 160 кВт/218 к.с., який відрізняється низькою витратою палива і малою токсичністю вихлопних газів.
З весни 1999 року в Європу поставляється 8-циліндровий варіант ML 430, потужністю 200 кВт/272 к.с. при 5750 об/хв, використовуваний також і в Е-класі. Автомобілі комплектують автоматичними коробками передач (крім ML230) з системою обмеження швидкості SPEEDTRONIC, так само в комплектацію входить незалежна підвіска всіх коліс, рамне шасі і роздавальна коробка із понижувальною передачею.
Автомобілі серійно оснащуються активною сервісною системою ASSYST, подушками безпеки для водія і пасажира на передньому сидінні і в бічних передніх дверях, електричним приводом стекол і дзеркал, протиугінною системою ELCODE, легкосплавними колісними дисками з позашляховими шинами 225/75 R 16, гідропідсилювачем рульового механізму, центральним замком з дистанційним радіоуправлінням, кондиціонером (для ML320, ML430).
У 2000 році ці машини не змінилися, проте модельний ряд доповнили два нових базових варіанти — економічний ML270 CDI і потужний ML55 AMG. Перший комплектується рядним 5-циліндровим 2,7-літровим турбонаддувним дизелем з системою Common-Rail, потужністю 163 к.с. і механічною 6-ступінчастою коробкою передач. Він володіє більш високими динамічними якостями, ніж бензиновий ML230, і приблизно на чверть економічніший.
Перша модернізація позашляховиків ML-класу була проведена влітку 2001 року. У пострестайлінговій версії ML наблизився до своїх німецьких родичів за рівнем люксового устаткування, відчуття комфорту, якості і продуманості конструкції. Визнаний американцями одним з найбезпечніших «офф-Родерів», ML отримав 8 подушок безпеки, з яких тільки задні бічні не поставляються «в стандарті».
Оновився зовнішній вигляд автомобіля за рахунок зміненого переднього бампера, який став складатися як би з двох частин, нової світлотехніки у вигляді кришталево-оптичних фар, також з'явились дзеркала заднього виду з дублюючими сигналами повороту, а у стандартних тепер для всіх ML 17-дюймових дисків новий 6-ти спицевий малюнок. Змінився інтер'єр салону: до всіх модифікацій входить дерев'яна обробка центральної консолі, автоматичний клімат-контроль з датчиком, реєструючим сонячне випромінювання, і автоматичне увімкнення фар. Список замовленого устаткування невеликий: бі-ксенонові фари, паркувальні радари, мультимедійна система COMAND з можливістю обробки SMS-повідомлень на екрані і два додаткових пасажирських місця в багажнику, що складаються.
Головні зміни — під капотом, куди з моторного відсіку S-класу перекочували дві «вісімки»: колишній ML430 замінив потужніший ML500 з 5-літровим бензиновим V8 зі зменшеною потужністю з 306 до 292 к.с. , що дозволило розвивати до 222 км/год, а також могутній 250-сильний турбодизель об'ємом 4.0 л. Цей ML400 CDI розвиває 213 км/год, а розганяється з місця до 100 км/год за 8,1 с проти 7,7 у ML500. 5-літровик легко розправляється з важкою машиною, поступаючись в розгоні лише на одну секунду 347-сильній топ-моделі ML55 від підрозділу AMG. Решта силових агрегатів не змінилися.

### Результати з Краш-Тесту
| Зірки в Euro NCAP з Краш-тесту |

### Двигуни

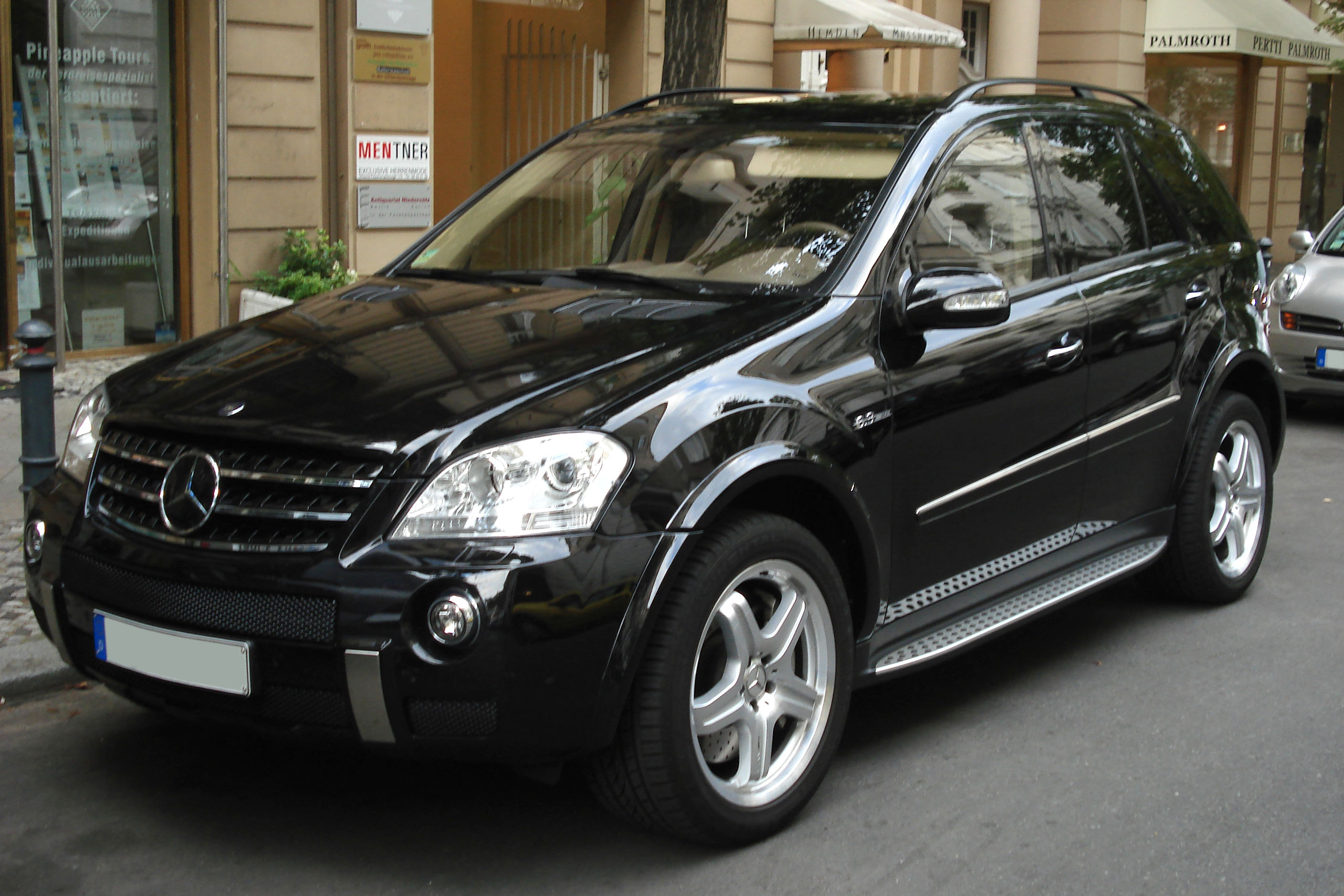
Mercedes ML63 Black AMG

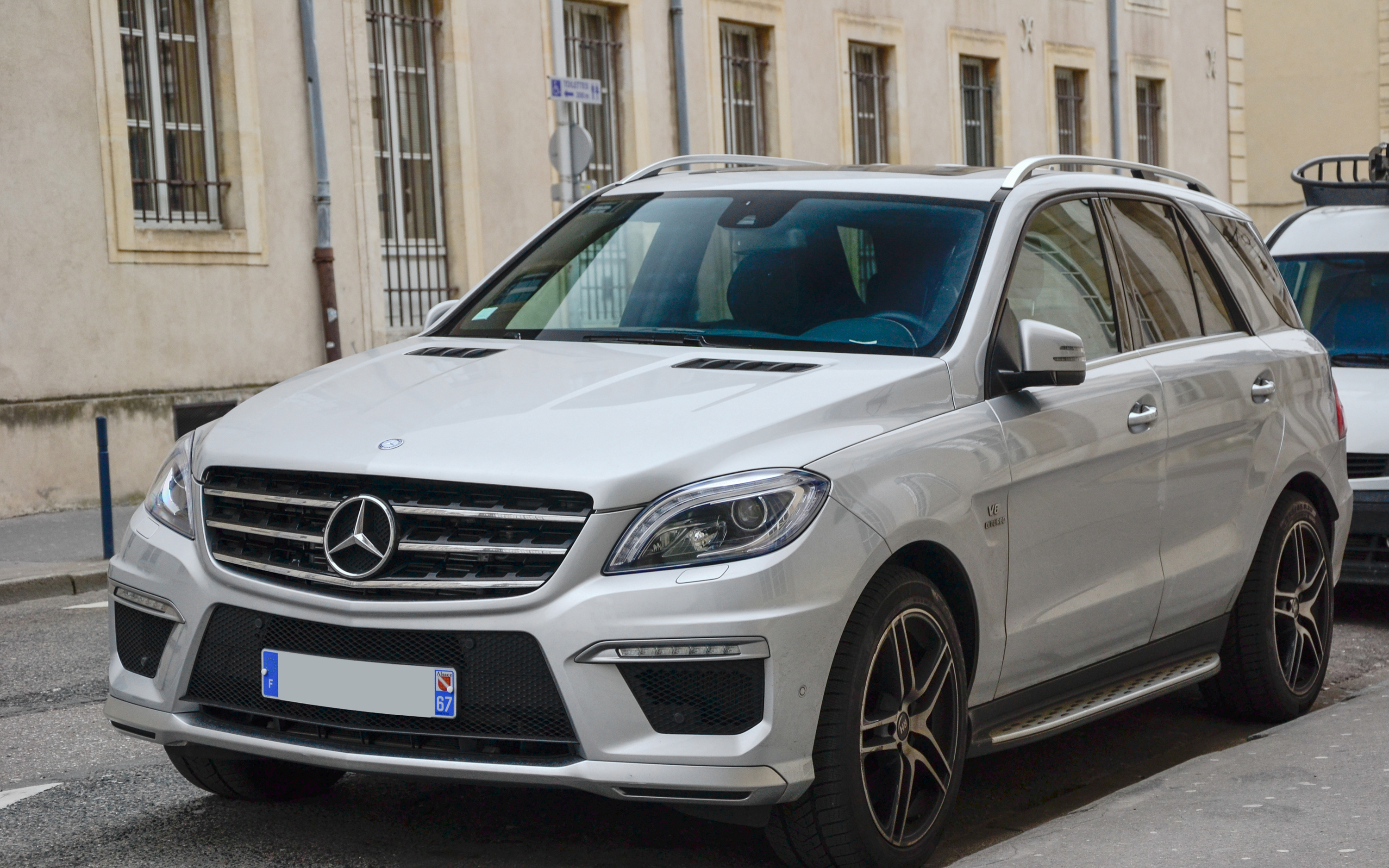
Mercedes-Benz ML63 AMG

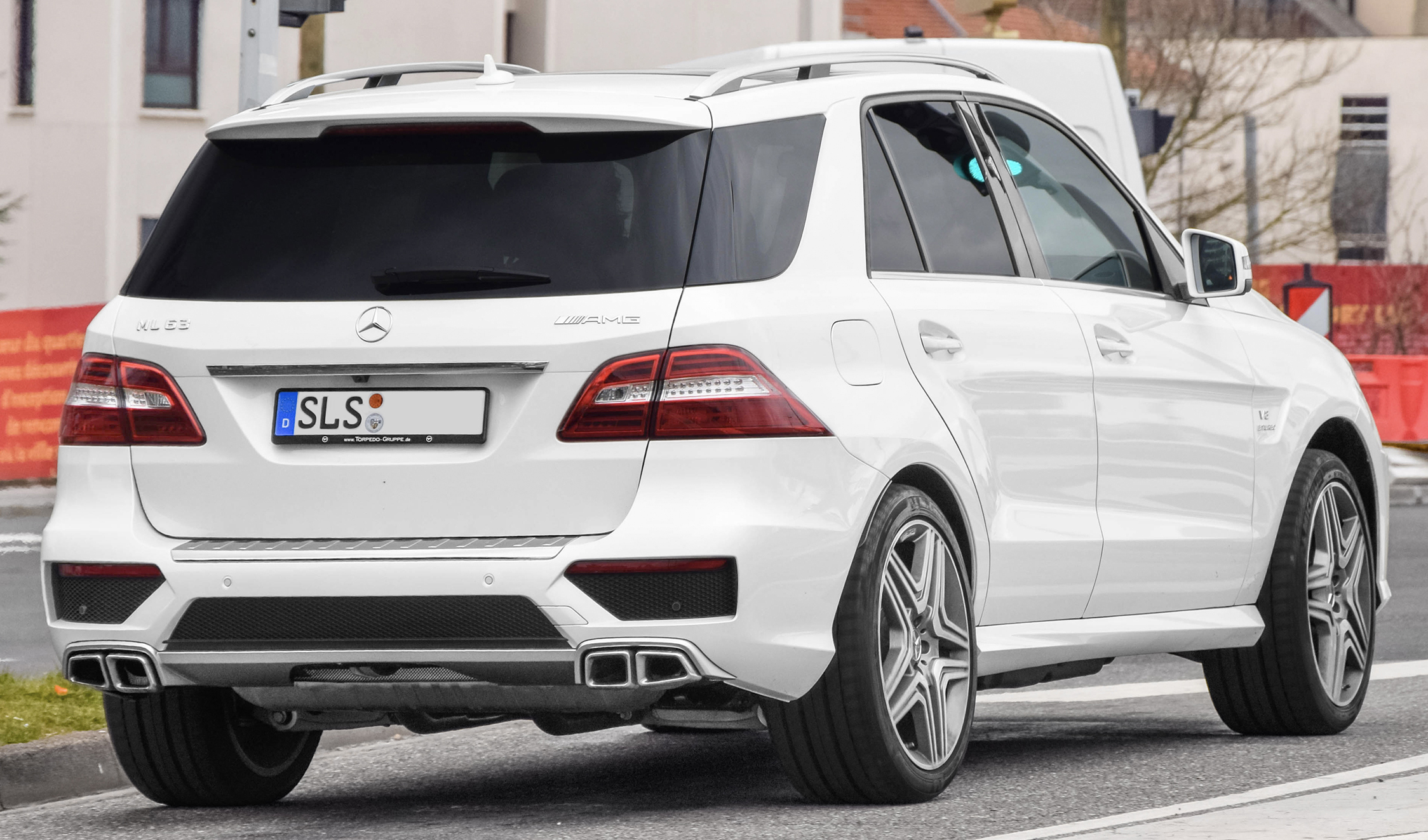
Mercedes-Benz ML63 AMG

- 2.3 л M111.970 I4
- 3.2 л M112 E32 V6
- 3.7 л M112 E37 V6
- 4.3 л M113 E43 V8
- 5.0 л M113 E50 V8
- 5.4 л M113 E55 V8
- 2.7 л OM612 I5 (diesel)
- 4.0 л OM628 V8 (diesel)

### 55 AMG

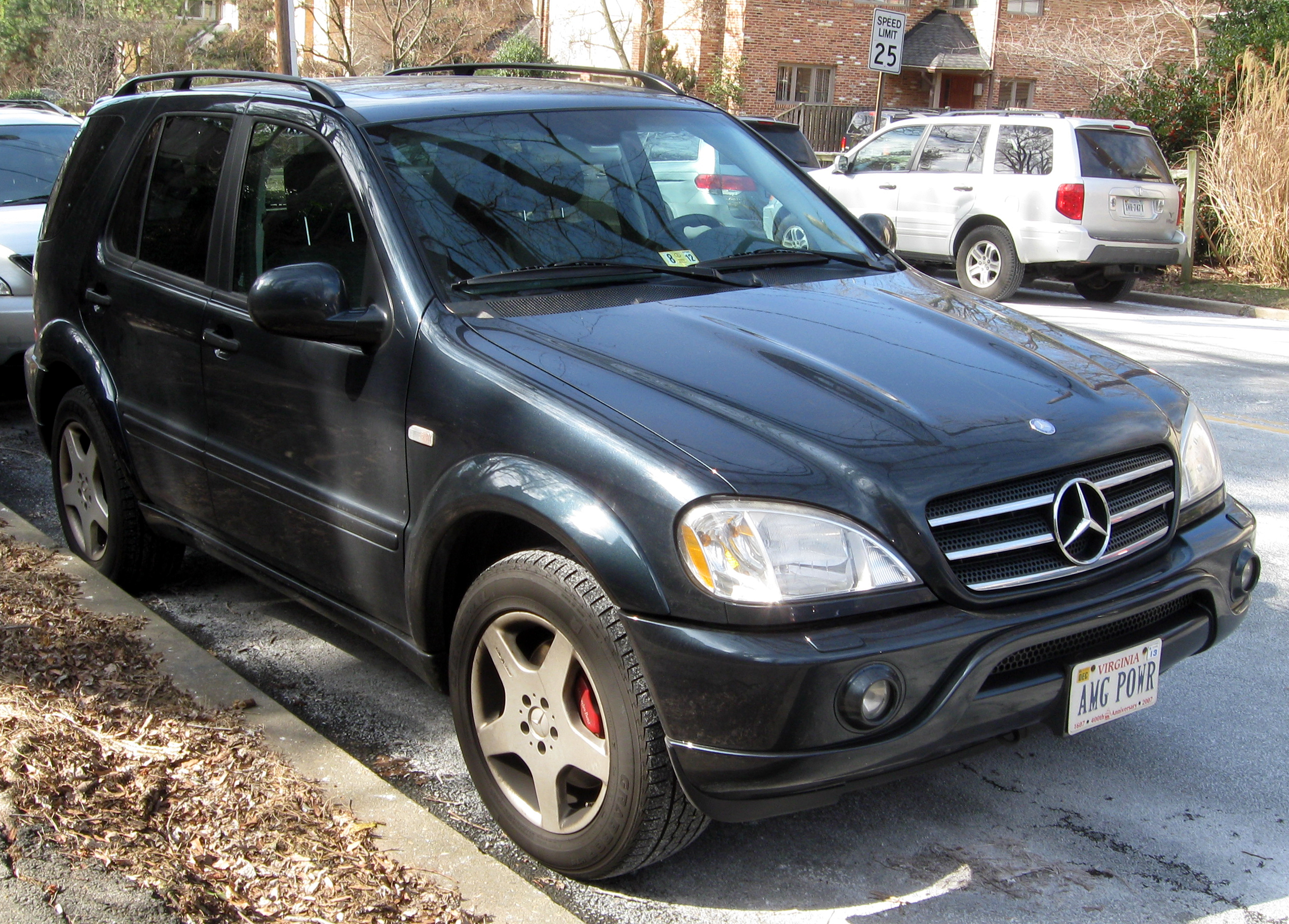
Mercedes Benz ML55 AMG

У 2000 році почалося виробництво кросовера Mercedes ML 55 AMG. Топ-версія сімейства оснащувалася атмосферним мотором V8, 5.4 л, серії M113. Агрегат з трьома клапанами на циліндр розвивав потужність 347 к.с. і 510 Нм в діапазоні 2800-4500 об/хв. П'ятидверка масою 2230 кг досягала 100 км/год за 6,8 с, а максимальна швидкість дорівнювала 235 км/год. Повнопривідний автомобіль з п'ятидіапазонним «автоматом», чотирьохпоршневими супортами спереду і двохпоршневими ззаду, щільнішою підвіскою коштував у США $65 900. Таких 55 AMG було випущено понад 11 тисяч штук.

## Друге покоління (W164, 2005—2011)

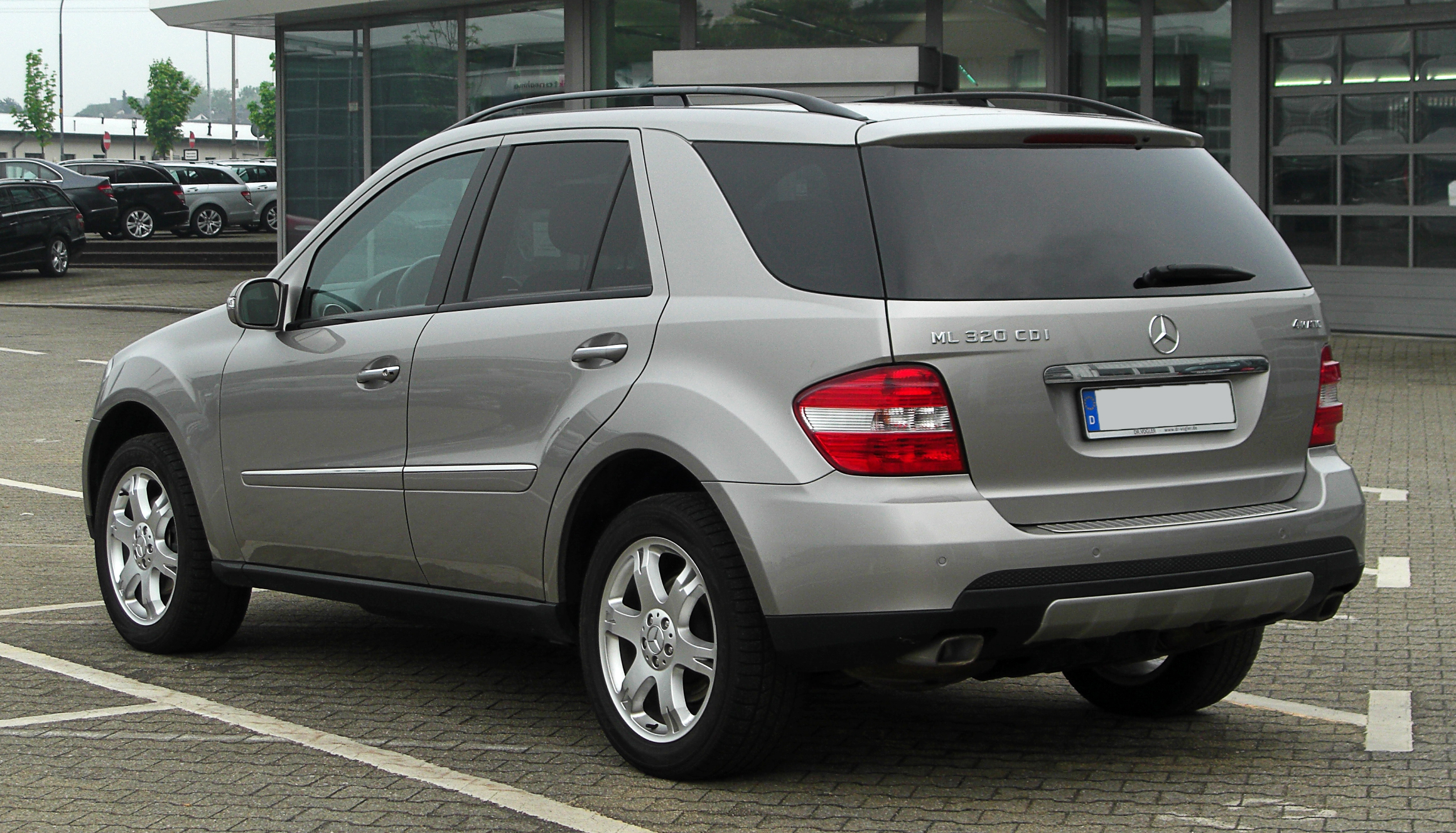
Mercedes-Benz ML 320 CDI W164 (2005—2008)

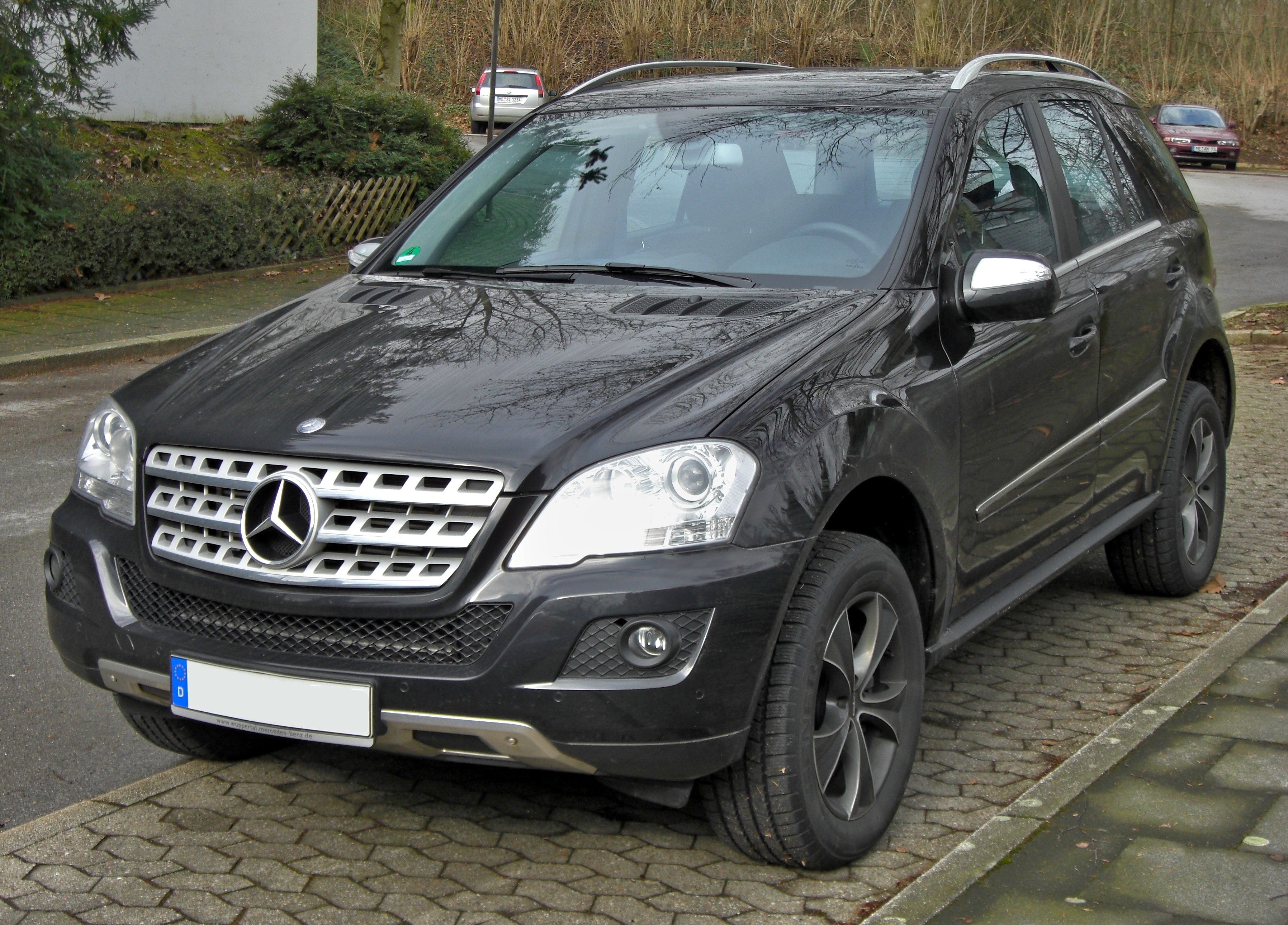
Mercedes-Benz ML 280 CDI W164 (2008—2011)

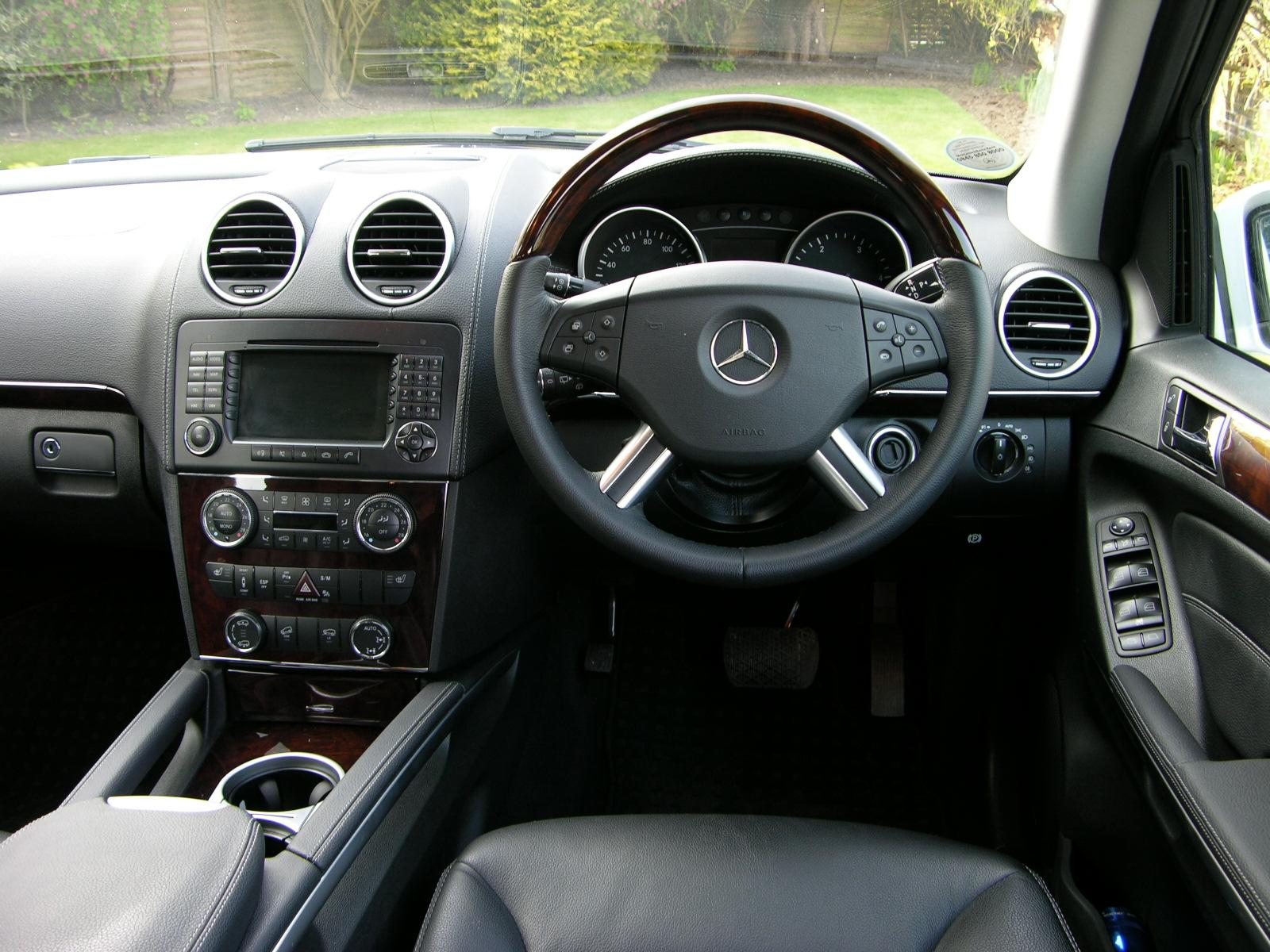
Салон Mercedes-Benz ML

В січні 2005 року на виставці NAIAS у Детройті було показано друге покоління Mercedes-Benz ML-Класу з кузовом W164. Серійне виробництво стартувало в березні 2005 року на заводі у Тускалузі (США). Кузов цього покоління став на 15 см довшим і на 7 см ширшим за свого попередника. Зовнішність значно змінилася. Кути згладилися. Аеродинаміка значно покращилася. Коефіцієнт аеродинамічного опору на 15 % кращий, ніж раніше.
Нова модель пропонується у двох різних варіантах — базовий варіант з пружинною підвіскою, системою постійного повного приводу і модернізованою електронною противобуксовочною системою 4-ETS або позашляховий варіант Pro Off-Road з пневмопідвіскою Airmatic (4 фіксованих положення кузова, максимальний кліренс 291 мм), роздавальною коробкою і блокуванням (автоматично за допомогою багатодискової муфти або примусово) центрального і заднього диференціалів.
В оснащення ввійшли новітні системи активної і пасивної безпеки, включаючи Neck-Pro, шість ПБ та Pre-Safe, «позашляхова» система DSR (спуск з пагорба), опціональний багатозонний клімат-контроль Thermotronic, багатофункціональне рульове колесо Direct Select, нова система Comand APS (DVD, навігація, TV-тюнер), органайзер в багажному відділенні (об'єм багажника від 551 до 2050 л) і система Keyless Go.
Гамма двигунів (три з них, V6 і турбодизелі, повністю нові) на 2006 рік: бензинові ML350 (3,5 л V6 24V, 272 к.с., 350 Нм) і ML500 (5,0 л V8 24V, 306 к.с., 460 Нм); турбодизель 3,0 л V6 24V з системою CR нового покоління у варіантах ML280 CDI (190 к.с., 440 Нм) і ML320 CDI (224 к.с., 510 Нм). П'ятилітровий 306-сильний V8 здатний розігнати машину до сотні за 6,9 секунди — це майже на секунду швидше, ніж двигун попереднього ML. Новий двигун зробили потужнішим на 14 к.с., а обертовий момент — на 20 Нм, зберігши при цьому колишню витрату палива. Після рестайлінгу 2008 року цей двигун замінили на 5,5 л V8 на 388 к.с. Він розганяє авто від 0 до 100 км/год за 5.8 секунди.
Тепер на всіх ML в базовій комплектації стояла семиступінчата автоматична коробка передач 7G-Tronic. Ручка коробки передач захована під кермом і має два положення — вперед і назад. Положення паркінгу немає взагалі. Воно замінюється кнопкою на цій ручці.

### Результати з Краш-Тесту
| Зірки в Euro NCAP з Краш-тесту |

### Двигуни
- 3.5 л V6
- 5.0 л V8
- 4.6 л V8
- 5.5 л V8
- 6.2 л V8
- 3.0 л turbo-diesel V6
- 4.0 л turbo-diesel V8

### 63 AMG
Друге покоління позашляховика Mercedes ML у виконанні AMG представлено в 2006 році на автосалоні NAIAS у Детройті. Габарити стали більшими, що відбилося на спорядженій масі — вона збільшилася до 2310 кг. Але й віддача двигуна стала більшою. Новий мотор V8 серії M156 робочим об'ємом 6208 см3 розвивав потужність 510 к.с. і крутний момент 630 Нм. Одночасно тягу на обидві осі передавав доопрацьований семиступінчастий «автомат» з оригінальною програмою управління. Час розгону від 0 до 100 км/год зменшився до 5,0 с, а максимальна швидкість збільшилася до 250 км/год. Також інженерами AMG була проведена робота з настройкою підвіски, що зробило ML 63 AMG приємнішим в управлінні, ще стійкішим і комфортабельнішим. З 2006 по 2011 роки німці зробили більше 13 тисяч автомобілів Mercedes ML 63 AMG.

## Третє покоління (W166, з 2011)

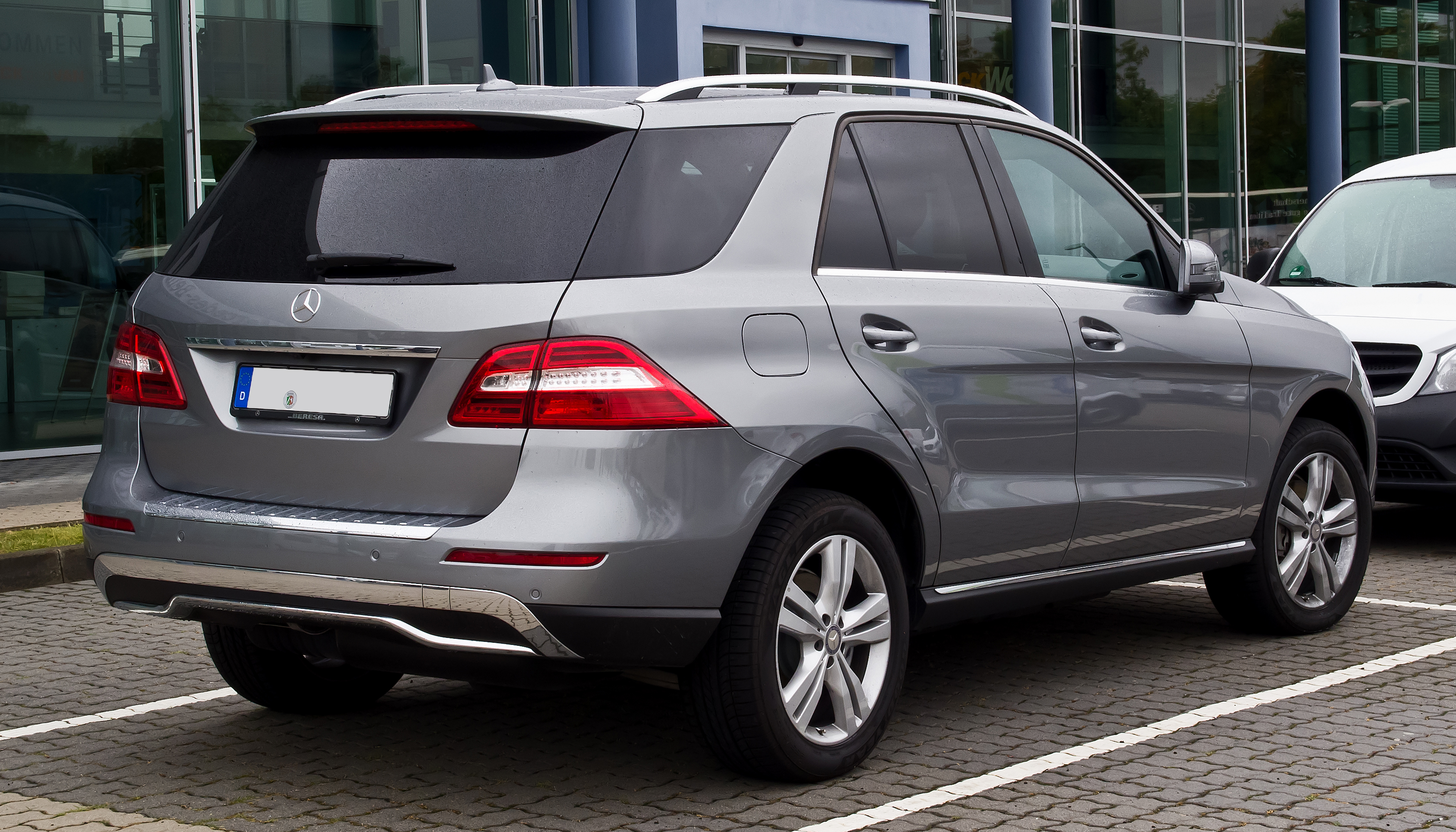
Mercedes-Benz ML 350 BlueTEC 4MATIC (W 166)

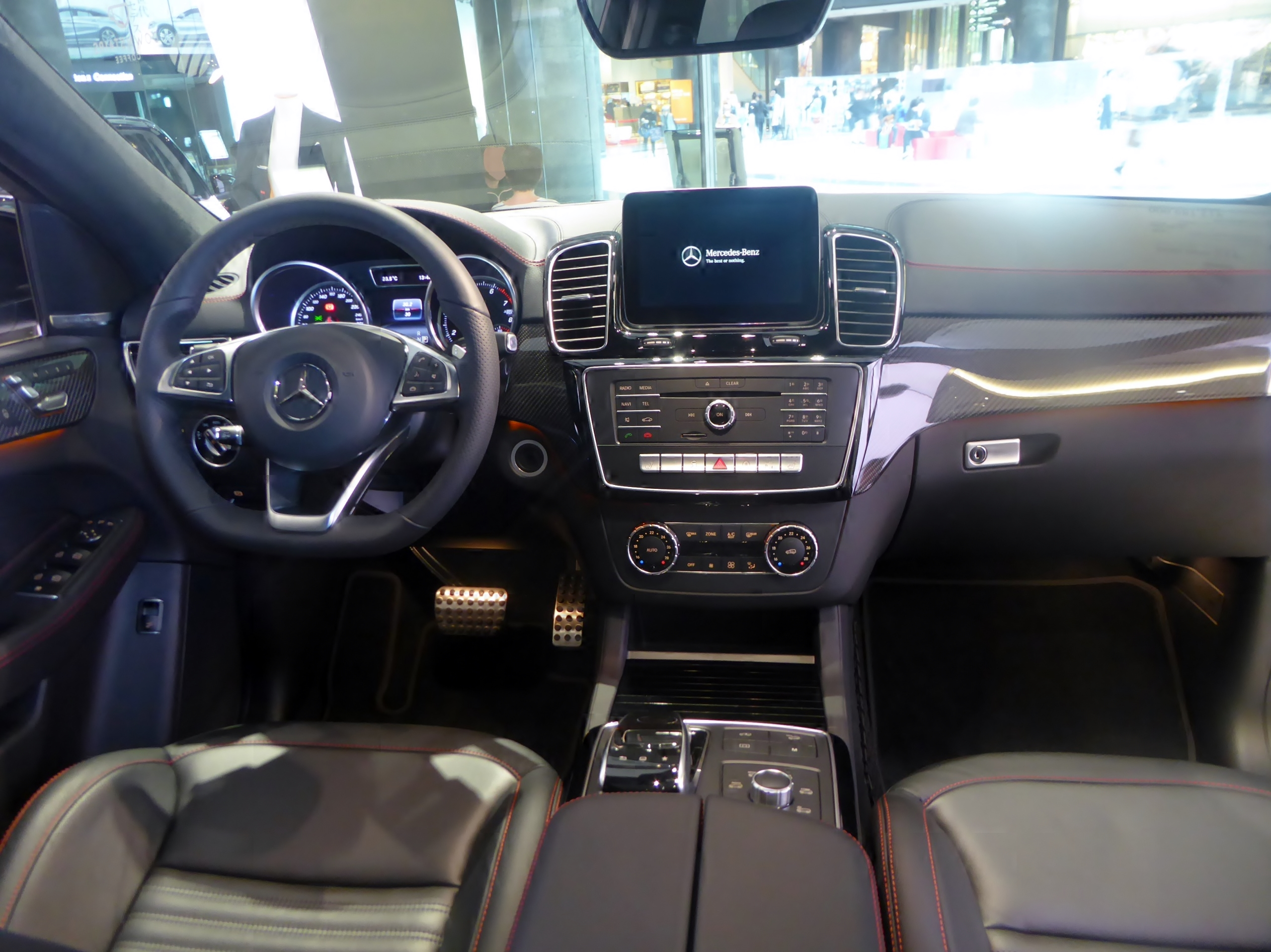
Салон Mercedes-Benz ML 350 BlueTEC 4MATIC (W 166)

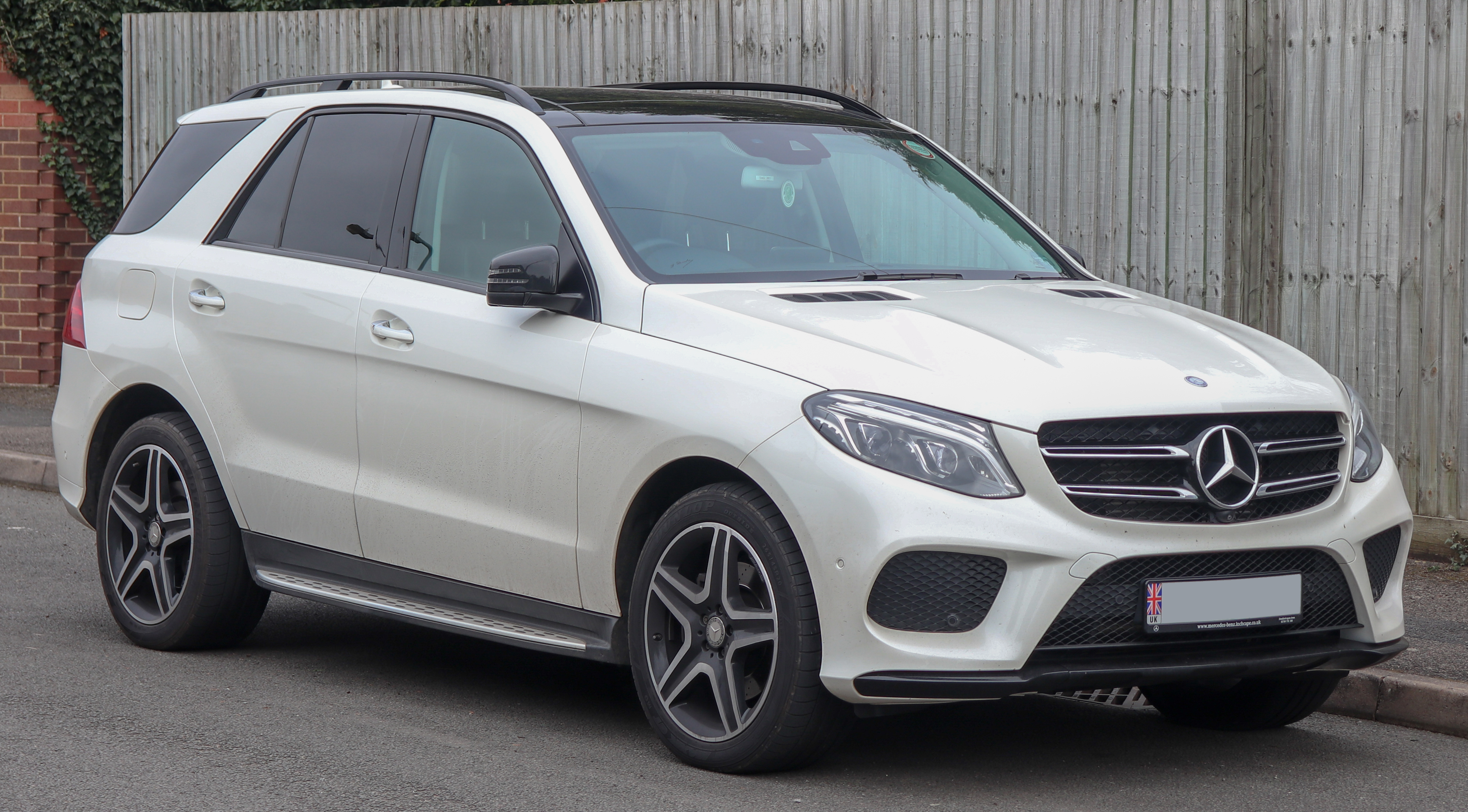
Mercedes-Benz GLE 250D 4Matic AMG Line (W 166)

8 червня 2011 року в Штутгарті був представлений кросовер третього покоління (код кузова W166), світова прем'єра, а також європейський старт продажів відбулись восени 2011 року (Франкфуртський автосалон). Новий М-клас отримав систему постійного повного приводу 4Matic, пневмопідвіску AIRMATIC і оновлену систему Adaptive Damping System (для зміни налаштувань амортизаторів).
У 2015 році модельний ряд Mercedes-Benz M-класу поповнився кількома новими двигунами з системою стоп-старт — меншим дизельним і 6-циліндровим з турбонаддувом — що забезпечують більшу ефективність і економію палива порівняно з їх попередниками.
У базовій комплектації Mercedes-Benz ML 350 йде оновлений 3.0-літровий 6-циліндровий турбодизельний двигун. При натисканні на педаль акселератора, Ви відразу побачите результат: завдяки потужності 249 кінських сил і крутному моменту, що становить 620 Нм або 2400 об/хв, ML 350 забезпечує дійсно високу продуктивність на будь-якій з семи передач.
Двотонний кузов абсолютно не заважає автомобілю розвивати швидкість 0-100 км/год за 7.4 секунди. Витрата палива в змішаному циклі становить за офіційними даними близько 8,7 л/100 км, а викиди СО2 знаходяться на рівні 189 г/км, що є набагато кращими показниками, порівняно з минулими моделями, що споживали більше 10 л/100 км з викидами СО2 230 г/км.

### Mercedes-Benz GLE-Клас
В 2015 році третє покоління ML-класу піддалося рестайлінгу. Крім зовнішніх змін, що торкнулися передню оптику і задні ліхтарі, змінилося також і іменування класу: тепер розкішні повнорозмірні кросовери називаються Mercedes-Benz GLE-Клас. Модернізації піддався і салон автомобіля, де встановили змінену панель приладів.

### Двигуни
| Модель                | Роки виробництва | Код двигуна: Циліндри ГРМ | Об'єм    | Потужність                             | Крутний момент             | Система живлення            |
| --------------------- | ---------------- | ------------------------- | -------- | -------------------------------------- | -------------------------- | --------------------------- |
| ML 250 BlueTEC 4MATIC | 11/2011-         | OM651: I4 DOHC            | 2143 см³ | 204 к.с. (150 кВт) при 4200 об/хв      | 500 Нм при 1600—1800 об/хв | Common rail                 |
| ML 350 BlueTEC 4MATIC | 11/2011-         | OM642: V6 DOHC            | 2987 см³ | 258 к.с. (190 кВт) при 3600 об/хв      | 620 Нм при 1600—2400 об/хв | Common rail                 |
| ML 300 4MATIC         | 02/2012-         | M276: V6 DOHC             | 3498 см³ | 252 к.с. (185 кВт) при 6500 об/хв      | 340 Нм при 3500–5250 об/хв | пряме вприскування          |
| ML 350 4MATIC         | 11/2011-12/2014  | M276: V6 DOHC             | 3498 см³ | 306 к.с. (225 кВт) при 6500 об/хв      | 370 Нм при 3500–5250 об/хв | пряме вприскування          |
| ML 400 4MATIC         | 01/2015          | M276: V6 DOHC             | 2996 см³ | 333 к.с. (245 кВт) при 5250-6000 об/хв | 480 Нм при 1600–4000 об/хв | пряме вприскування, бітурбо |
| ML 500 4MATIC         | 02/2012-         | M278: V8 DOHC             | 4663 см³ | 408 к.с. (300 кВт) при 5250 об/хв      | 600 Нм при 1600–4750 об/хв | пряме вприскування, бітурбо |
| ML 63 AMG             | 02/2012-         | M157: V8 DOHC             | 5461 см³ | 557 к.с. (410 кВт) при 5260-5750 об/хв | 760 Нм при 2000–5000 об/хв | пряме вприскування, бітурбо |

### 63 AMG
У порівнянні зі звичайною версією ML-класу автомобіль став нижчим на 8 мм (1788 мм), а от маса в порівнянні з ML 63 AMG попереднього покоління (W164), збільшилася на 35 кг (до 2345 кг). Новий двигун V8 серії M157 робочим об'ємом 5461 см³ з алюмінієвим блоком, двома турбокомпресорами і системою безпосереднього вприскування палива видає 525 к.с. і 700 Нм (V8 6.2 у попередника розвивав 510 к.с. і 630 Нм відповідно). Час розгону від 0 до 100 км/год зменшився на 0,2 с (до 4,8 с), а максимальна швидкість залишилася колишньою — 250 км/год (обмежена електронікою). Витрата палива в змішаному циклі знизилася з 16,5 л/100 км до 14,7 л. І ще творці роблять акцент на ходовій частині, точніше, на системі Active Curve System, якій на попереднику не було. Це технологія запобігання кренів кузова в режимі реального часу завдяки активним стабілізаторам поперечної стійкості з гідрозамками спереду і ззаду. Крім цього інженери відділення AMG перенастроїли еластокінематику підвісок і програму управління пневмоподвіски. На відміну від Мерседеса M-Класу останнього покоління ML 63 AMG отримав новий електромеханічний підсилювач керма замість електричного. У продаж на північноамериканському ринку автомобіль надійшов в першому кварталі 2012 року.

## Продажі в США
| Рік  | Вироблено | Продано в США (hybrid) |
| ---- | --------- | ---------------------- |
| 2001 |           | 45,655                 |
| 2002 |           | 39,680                 |
| 2003 |           | 30,018                 |
| 2004 |           | 25,681                 |
| 2005 |           | 34,959                 |
| 2006 |           | 31,632                 |
| 2007 |           | 33,879                 |
| 2008 |           | 34,320                 |
| 2009 |           | 25,799 ()              |
| 2010 |           | 29,698 (766)           |
| 2011 |           | 35,835                 |
| 2012 | 115,608   | 38,101                 |